# Jan (biskup kujawski)
Jan (zm. po 1349) – dominikanin, biskup tytularny skodreński (pulateński) 1345, biskup pomocniczy (sufragan) krakowski 1347-1348, biskup pomocniczy (sufragan) kujawski od 1349.
O jego działalności przed powołaniem na biskupa nic nie wiadomo. Brak herbu na pieczęci wskazuje, iż pochodził z rodziny nieszlacheckiej.
Papież Klemens VI 3 lipca 1345 mianował go biskupem skodreńskim (skodrskim), lecz nie jest pewne, o które biskupstwo chodzi. Najczęściej identyfikuje się tę stolicę z biskupstwem Szkodra-Pult leżącym na terenie Epiru (dzisiejsza Albania, przywróconym w 1867 jako biskupstwo rzeczywiste).
Biskup w latach 1347-1349 działał na ziemiach polskich. 2 listopada 1347 Jan episcopus Scodrinensis w klasztorze cysterskim w Mogile pod Krakowem poświęcił znajdujący się przy bramie kościół św. Bartłomieja wraz z ołtarzem i cmentarzem wokół świątyni i nadał odpust jako wikariusz in pontificalibus (biskup pomocniczy krakowski).
31 stycznia 1348 konsekrował cztery ołtarze w kościele klasztornym Bożogrobców w Miechowie, wspomniany tutaj jako dominikanin.
W 1348 lub w roku następnym przeniósł się do diecezji kujawskiej. 20 października 1349 w Komorsku na Pomorzu Gdańskim, siedzibie biskupów kujawskich dokonał inwestytury duchownego Jana, z zakonu Norbertanów na probostwo w Luzinie jako biskup i koadiutor Macieja, biskupa ordynariusza kujawskiego. Wystąpił w roli biskupa pomocniczego (sufragana) i wikariusza, gdyż miejscowi biskupi często na obszarze archidiakonatu pomorskiego wyposażali biskupa pomocniczego w uprawnienia wikariusza generalnego.
Zmarł pomiędzy 1349 a 1350.